# Canción de cuna
Una nana, canción de cuna o arrullo es una canción de ritmo suave y relajante para arrullar a un bebé y ayudarle a dormir. Todas las culturas del mundo tienen sus propias formas de nana, adaptadas a las estructuras rítmicas y melódicas propias de la música folclórica de la zona. La música culta ha recogido igualmente el concepto y lo ha incluido en sus obras.

## La nana en la música clásica
Las nanas (canciones de cuna) escritas por compositores clásicos adoptan la forma y nombre de berceuse, que en francés significa «nana» y «cuna», a la vez. Una famosa berceuse es la obra para piano de Frédéric Chopin, opus 57. También es célebre la Canción de cuna (Wiegenlied, op. 49, no. 4), de Johannes Brahms, que el autor escribió en ocasión del nacimiento del segundo hijo de la joven cantante Bertha Faber. Compositores como Franz Liszt, Maurice Ravel, Mili Balákirev, Igor Stravinsky y George Gershwin compusieron igualmente este tipo de piezas.

## La nana andaluza
Las canciones de cuna en Andalucía, aun cuando aparecen frecuentemente asociadas a formas flamencas, están íntimamente ligadas a una tradición de origen castellano que deja vislumbrar, en lo musical, trazos de ancianidad morfológica. Pueden establecerse determinadas características en la canción de cuna andaluza:

### Melodía y textos
- La nana o canción de cuna es, generalmente, un tipo de canción corta, con una única estrofa de cuatro versos. En ocasiones se añaden sucesivas estrofas sin cambiar la melodía.

- Las melodías tienen carácter melancólico, debido a la forma en que son cantadas, con frecuencia con numerosos melismas

- Los textos suelen centrarse en el miedo y en la cuna, o en la ausencia de ésta o de la mare (madre).

- Es frecuente que el íncipit literario de muchas canciones sea el mismo, pero el texto que continúa no lo sea, bien por ser variaciones tomadas de otras nanas, bien por tratarse de improvisaciones.

### Elementos musicales
- Usualmente comienzan y acaban en el primer grado tonal de su organización melódica.

- Las organizaciones melódicas más frecuentes son las establecidas en torno al modo de mi antiguo, con diferentes variantes. Especialmente las variantes conocidas como gama española (un 32,2 % de las nanas inventariadas por el Centro de Documentación Musical de Andalucía) y cadencia o escala andaluza (27,4 %). Un menor porcentaje de ellas se encuentran en mi menor (22,5 %), con sus variantes, y el resto se encuentran en tonalidades mayores.[3]

- El proceso cadencial típico es el que finaliza en la llamada cadencia andaluza. El ámbito más frecuente es el de 6.ª (sexta nota de la escala) que, por otra parte, es el más extendido en la música popular española.

- En cuanto al ritmo, las nanas andaluzas catalogadas se reparten de forma paritaria entre los ritmos binarios, los ternarios y los de compás libre. En su inmensa mayoría, se trata de canciones isométricas e isorrítmicas.